# Dumicketal

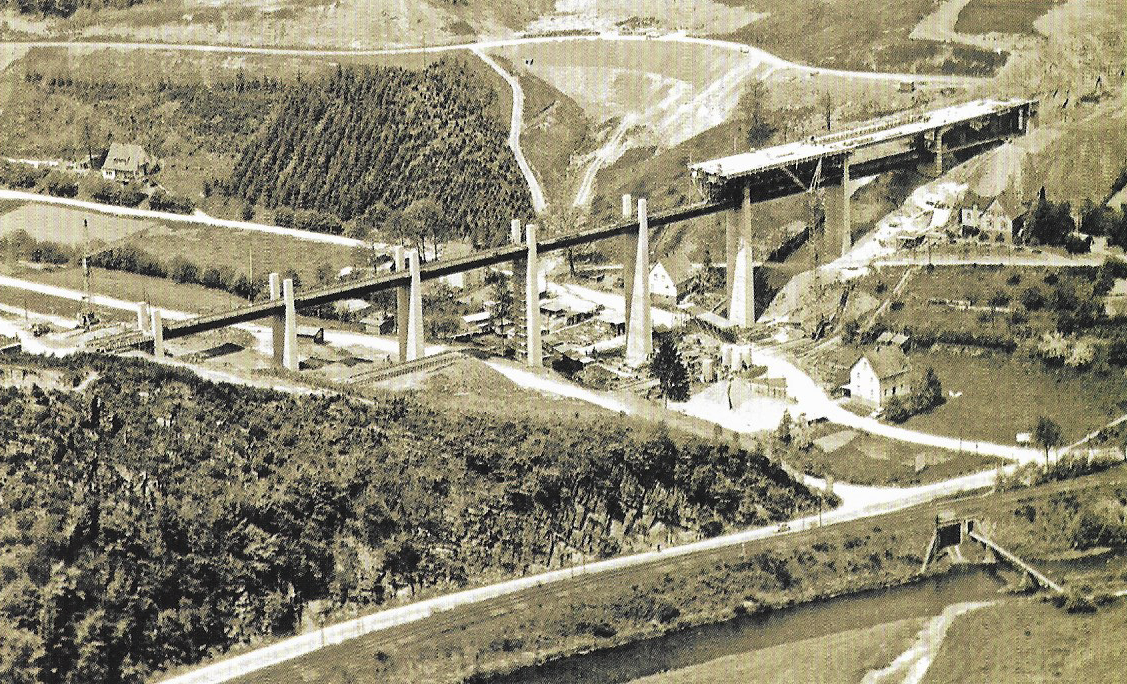
Blick auf den ehemaligen Attendorner Ortsteil Dumicketal

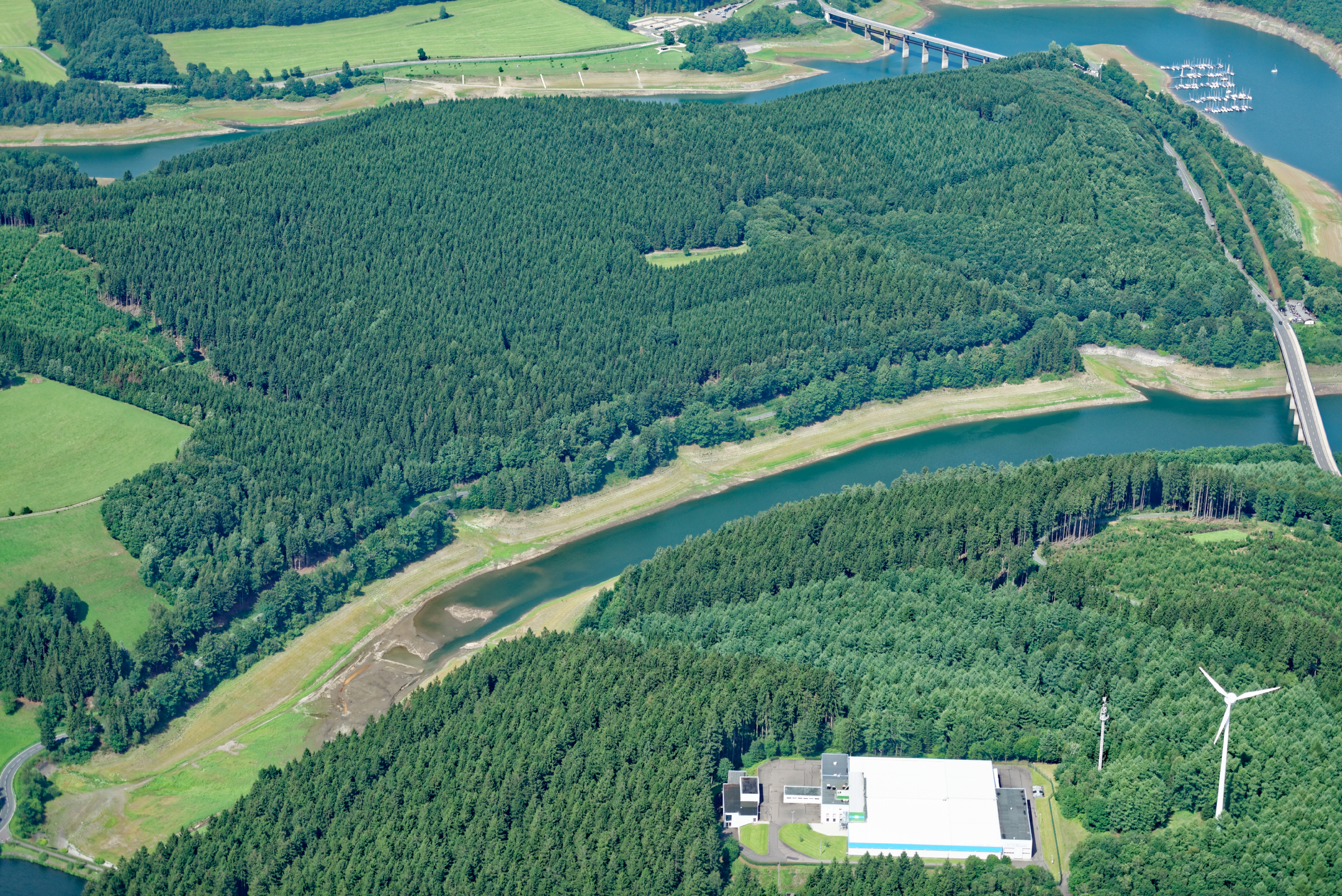
Luftaufnahme vom Dumicketal

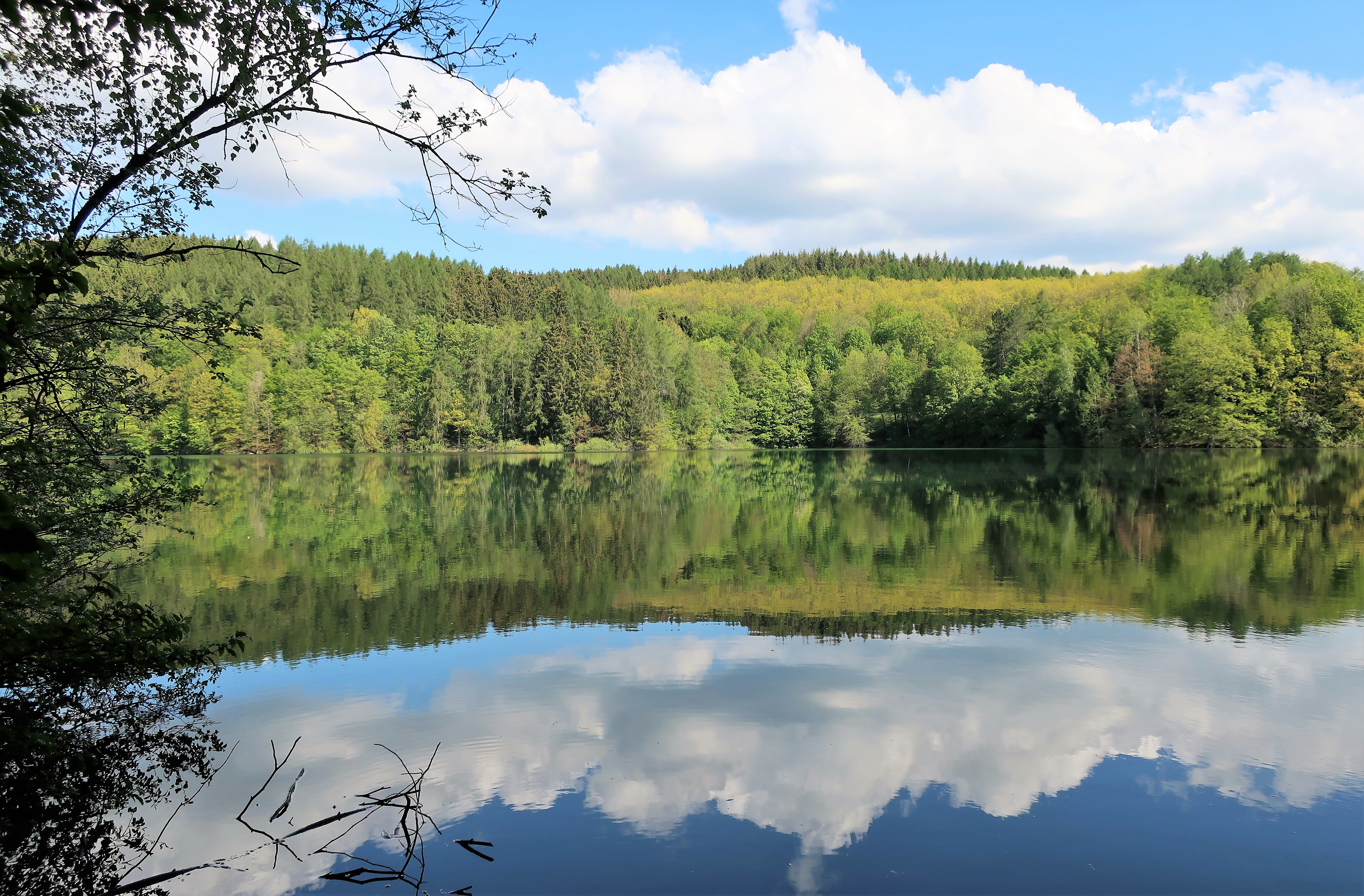
Biggesee an der Stelle des ehemaligen Ortes Dumicketal

Dumicketal ist ein ehemaliges Dorf, das für den Bau der Biggetalsperre devastiert wurde. Dumicketal lag in Nordrhein-Westfalen im mittleren Biggetal zwischen Olpe und Attendorn.
Der Bau der Talsperre wurde schon vor dem Zweiten Weltkrieg beschlossen, musste aber für die Dauer des Krieges zurückgestellt werden. Etwa ab 1950 nahm man das Projekt wieder auf. 1965 war die Biggetalsperre fertiggestellt, so dass mit dem Einstau von Wasser begonnen werden konnte. Das Gebiet des ehemaligen Ortes liegt heute auf dem Grund der Talsperre im Bereich der heutigen Dumicketalbrücke.

## Geschichte
Im 17. Jahrhundert gehörte das Tal der Dumicke südlich von Listernohl zum Jagdbezirk des Klosters Ewig. Durch das Tal kam am 17. September 1723 auch der Schnellenberger Jagdschnadezug. Kleine Ländereien wurden im Tal von einem Pächter aus Imminghausen bewirtschaftet. Die Ansiedlung Dumicketal erfolgte erst in den 1920er Jahren. Der Gewässername Dumicke geht aber auf ein sehr viel älteres Dudenbecke (1390) zurück. Die Deutung des Bachnamens kann wahrscheinlich mit Bach des Dudo/Dōdó umschrieben werden.
Das Dumicketal zwischen Hoher Hagen (400 m) und Erbscheid (421 m) war wegen seiner Fischerei bekannt, die auf einer Fläche von 25.000 m² von dem Olper Bürger Hupertz angelegt wurde. Als letzter Besitzer wird der gebürtige Imminghauser Dr. med. Josef Heuel aus Nieheim genannt. Im unteren Dumicketal fand seit Anfang der 1920er Jahre das Vogelschießen des Schützenvereins Listernohl statt. Letztmals wurde hier der Vogel im Jahre 1963 von der Stange geschossen. Die Baumaßnahmen für die Biggetalsperre waren im Dumicketal besonders Umfangreich. So wurden hier folgende Bauwerke errichtet: Vorstaubecken, Doppelstockbrücke, Erbscheidtunnel und der Bahneinschnitt Hohenhagen.
Dumicketal war ein angenehmes Wohngebiet. Die kalten Nordwinde zogen über das enge Tal hinweg, ohne seine Bewohner zu treffen. Ansässig waren hier folgende Familien (Reihenfolge vom Taleingang aufwärts, mit Baujahr des Hauses): Emil Heuel (1923/24), Ferdinand Sondermann (1926), Karl Heuel (1934/35), Hermann Saathof (1947/48), August Siepe (1936), zwei kleine Häuser, zur Fischerei gehörig, vor der Umsiedlung von den Familien Kampschulte und Hengstenberg bewohnt, Wilhelm Luckai (1946 als Behelfsheim). Auf dem Gelände des Behelfsheimes Lukai hatte der Pächter Franz Fohler später eine Hühnerfarm errichtet.
Die meisten Familien hatten damals große Hausgärten und oft auch Pachtland. Fast jede Familie hielt sich Kleinvieh, hauptsächlich Ziegen und Hühner, aber auch Schweine. Da eigenes- und Pachtland für die Viehhaltung nicht ausreichten, hatte die Gemeinde aus forstfisikalischem Besitz ein größeres Gelände im Dumicketal angepachtet und hier eine Ziegenweide angelegt. Später, als die Ziegen hier und da durch Kühe ersetzt wurden, erweiterte man die Weidefläche, sodass auch Kühe aufgetrieben werden konnten.
Die Forderung der Interessengemeinschaft, die Bewohner aus dem Talsperrengebiet vor dem eigentlichen Baubeginn auszusiedeln, hat sich hier als notwendig und richtig erwiesen, wurde aber leider nicht beachtet. So mussten die Bewohner die Beeinträchtigungen durch Bauarbeiten,  Sprengungen und dem Geräusch der Betonmischanlagen, die teils rund um die Uhr liefen, bis zum Abschluss der gewaltigen Baumaßnahme über sich ergehen lassen.
Politisch gehörte Dumicketal im Amt Attendorn zur Gemeinde Attendorn-Land. 1927 gab es in Dumicketal in 5 bzw. 6 Wohnhäusern 28 Einwohner, 1937 gab es 35 Einwohner und 1951 gab es 55 Einwohner. Umgesiedelt wurden 11 Familien mit 52 Personen (Stand: 9. November 1950).